# G. Hannelius
Genevieve Knight Hannelius (Boston, 22 december 1998), beter bekend onder haar artiestennaam G. Hannelius, is een Amerikaanse actrice en singer-songwriter. Ze speelt Avery Jennings in de Disney Channel-sitcom Dog with a blog. Voorafgaand aan deze serie had ze een rol in de Disney Channel-series Sonny with a Chance en Good Luck Charlie. Hannelius speelde ook mee in Leo Little's Big Show. Daarnaast leent ze haar stem voor animatiefilms. Zo sprak ze de stem in van Rosebud in de Air Buddies-films.

## Eerdere leven
Hannelius werd geboren in Boston, Massachusetts, Verenigde Staten. Ze verhuisde naar Maine toen ze drie jaar was en begon met acteren op jonge leeftijd. In het theater speelde ze Madeline in het Children's Theater in de productie Madeline's Rescue in de zomer van 2002. Jenny speelde ze in Tales of a Fourth Grade Nothing met het Children's Theatre of Maine en Maine State Music Theatre. Ze verhuisde toen ze negen was tijdelijk naar Californië om haar liefhebberij uit te bouwen. Daar kon ze auditie doen. Ze was zo succesvol dat het gezin in 2008 definitief naar Los Angeles verhuisde. 
Hannelius speelde Courtney Patterson in de sitcom Surviving Suburbia. Ze had een terugkerende rol als Dakota Condor in Sonny with a Chance uit de Disney Channel Original Series. Hannelius had een gastrol in de komedieserie Hannah Montana en speelde ook in Good Luck Charlie. Ze speelde verder Emily Pearson in de Disney Channelfilm Den Brother in 2010.
In februari 2011 werd ze gekozen voor een hoofdrol in de pilotaflevering van de High School Musical-spin-offserie Madison High. Dit heeft nog niet tot een televisieserie geleid. Vanaf 2015 speelde ze Avery Jennings in de Disney Channel-serie Dog with a blog. In 2014 had ze een gastrol als Mad Mack in de Disney Channel-serie Jessie.

## Zangcarrière
Hannelius is ook zangeres en haar singles zijn beschikbaar in de iTunes Store en Google Play Store. Staying Up All Night was haar eerste muziekuitgave in 2011. Sindsdien zijn er acht singles verschenen, waarvan ze er zes zelf schreef. Het liedje Friends Do werd geschreven voor de tv-serie Dog with a blog.
| Jaar | Titel                | Bijzonderheden                        |
| ---- | -------------------- | ------------------------------------- |
| 2016 | Lighthouse           |                                       |
| 2014 | Stay Away            |                                       |
| 2014 | Friends Do           | Voor Disneys tv-serie Dog with a blog |
| 2014 | 4:45                 |                                       |
| 2014 | Moonlight            |                                       |
| 2012 | Paper Cut            |                                       |
| 2012 | Sun in my Hands      |                                       |
| 2011 | Two in a Billion     |                                       |
| 2011 | Staying Up All Night | Eerste Single                         |
| 2011 | Just Watch Me        |                                       |

## Nagelverzorging
Ze geeft nagelverzorgingslessen op haar YouTube-kanaal. In november 2014 werd bekendgemaakt dat Hannelius met Lauren Jones een kunstnagel-app had gemaakt, 'Make Me Nails'. In maart 2015 werd bevestigd via Instagram dat Make Me Nails zou worden uitgebracht op 2 april. De dag ervoor werd de datum verschoven naar 4 april als gevolg van storingen in de app.

## Filmcarrière
| Jaar | Titel                        | Rol     | Bijzonderheden |
| ---- | ---------------------------- | ------- | -------------- |
| 2009 | Black & Blue                 | Zoe     |                |
| 2010 | The Search for Santa Paws    | Janie   |                |
| 2011 | Spooky Buddies               | Rosebud | Stem           |
| 2012 | Treasure Buddies             | Rosebud | Stem           |
| 2012 | Santa Paws 2: The Santa Pups | Charity | Stem           |
| 2013 | Super Buddies                | Rosebud | Stem           |

## Televisie
| Jaar    | Titel                                 | Rol                 | Bijzonderheden                                                      |
| ------- | ------------------------------------- | ------------------- | ------------------------------------------------------------------- |
| 2009    | Surviving Suburbia                    | Courtney Patterson  | Hoofdrol                                                            |
| 2009–10 | Sonny with a Chance                   | Dakota Condor       | Terugkerende rol                                                    |
| 2009    | Hannah Montana                        | Tiffany             | Jake... Another Little Piece of My Heart (seizoen 3: aflevering 16) |
| 2009    | Rita Rocks                            | Brianna Boone       | "Why Can't We Be Friends?" (seizoen 2: aflevering 11)               |
| 2010    | Den Brother                           | Emily Pearson       | Disney Channel Original Movie                                       |
| 2010–11 | Good Luck Charlie                     | Jo Keener           | Terugkerende rol                                                    |
| 2011    | I'm in the Band                       | Ms. Dempsey         | "Iron Weasel: The Video Game" (seizoen 2: aflevering 2)             |
| 2011    | Love Bites                            | Maddy Tinnelli      | "TMI" (seizoen 1: aflevering 6)                                     |
| 2011    | Madison High                          | n.v.t.              | Pilot gefilmd, nooit uitgezonden                                    |
| 2012–15 | Dog with a blog                       | Avery Jennings      | Hoofdrol                                                            |
| 2013    | Fish Hooks                            | Amanda              | Stem; "A Charity Fair to Remember" (seizoen 3: aflevering 4)        |
| 2014    | Jessie                                | Mackenzie "Mad Mac" | "Creepy Connie 3: The Creepening" (seizoen 3: aflevering 11)        |
| 2014    | Sofia het prinsesje (Sofia the first) | Joy                 | Stem; "Sofia the Second" (seizoen 2: aflevering 10)                 |
| 2014    | Wanders wereld (Wander Over Yonder)   | Little Bits         | Stem; "The Stray" (seizoen 1: aflevering 30)                        |
| 2017    | American Vandal                       | Christa Carlyle     |                                                                     |